# Martha Koome

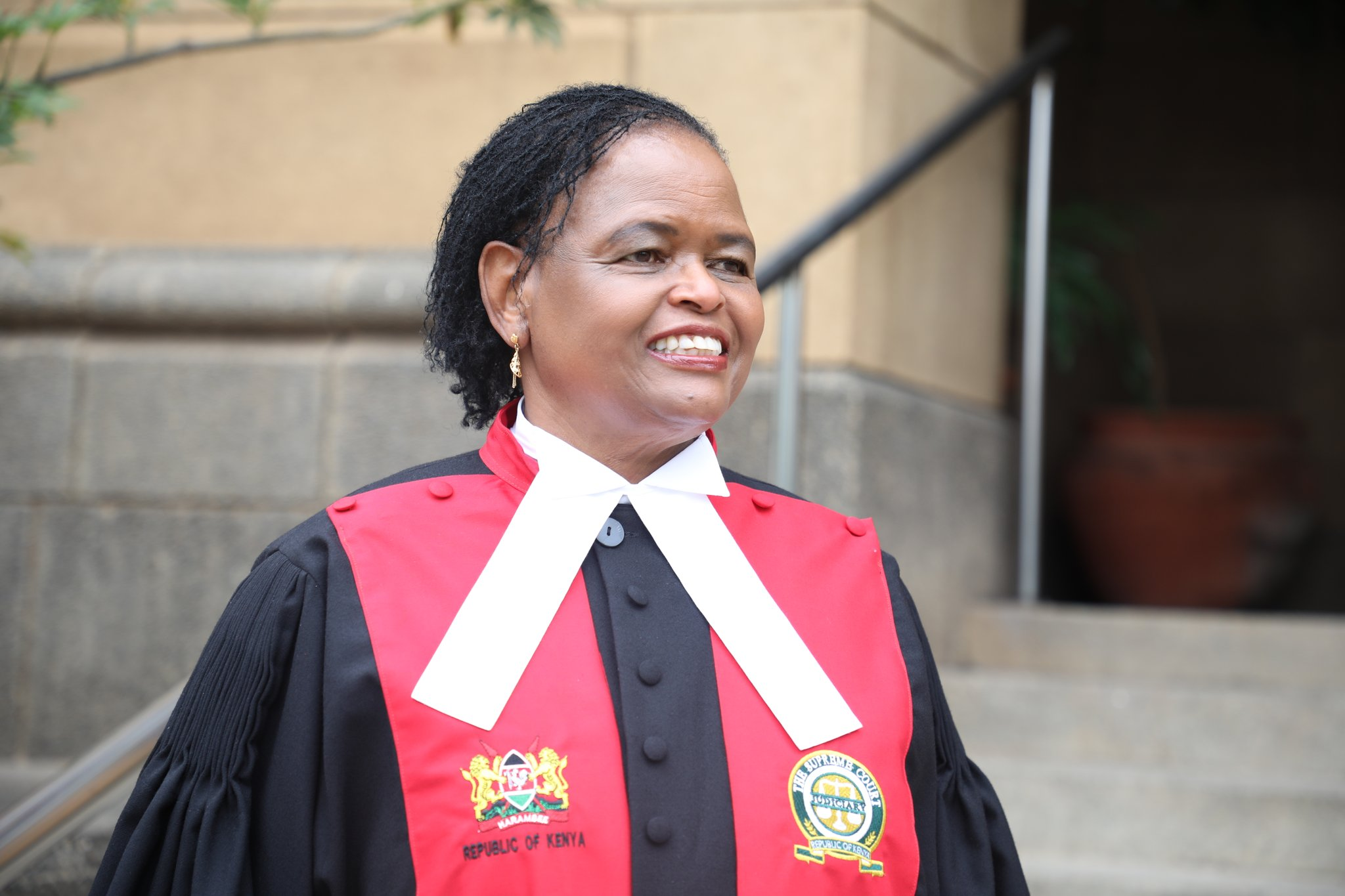
Martha Koome (2022)

Martha Karambu Koome (* 3. Juni 1960 in Kithiu, Meru County) ist eine kenianische Juristin. Seit 2021 ist sie als Präsidentin des Supreme Court of Kenya die erste Oberste Richterin Kenias.

## Leben und Wirken
Koome wuchs als Tochter von Bauern im ländlichen Teil Kenias auf. Gleichwohl war ihr es möglich, an der University of Nairobi Rechtswissenschaften zu studieren und 1987 dort den Titel Bachelor of Laws zu erwerben. Anschließend wurde sie zur kenianischen Anwaltschaft zugelassen und arbeitete fortan in einer Kanzlei in Nairobi. Wenig später machte sie sich mit einer eigenen Kanzlei selbstständig. Unter der Regierung von Daniel arap Moi verteidigte sie hier vor allem Personen, die wegen politisch motivierter Straftaten angeklagt waren. Von 1993 bis 1996 war sie Vorstandsmitglied der Law Society of Kenya. Koome wurde 1995 von den Staatsoberhäuptern der Afrikanischen Union zur Kommissarin des Afrikanischen Ausschusses für die Rechte und das Wohl des Kindes ernannt. Zusätzlich war sie Vorsitzende der Sonderarbeitsgruppe des Nationalen Rates für die Verwaltung der Justiz für Kinderangelegenheiten und leitete eine Kommission über die Überarbeitung des Kindergesetzes.
2003 wurde Koome von Präsident Mwai Kibaki zur Richterin am High Court von Kenia ernannt. Dort saß sie den Abteilungen für Familienrecht, Umweltrecht und Landvermessung bis 2011 vor. 2010 erwarb sie an der University of London den Titel Master of Laws in internationalem öffentlichen Recht. 2012 wechselte Koome als Richterin an den Court of Appeal.
Am 21. Mai 2021 wurde Koome zum 15. Chief Justice of Kenya ernannt und war damit die erste Frau in dieser Position. Gleichzeitig wurde sie damit zur dritten Präsidentin des Supreme Court of Kenya.
Koome ist verheiratet und Mutter von drei Kindern.